# NGC 1592
NGC 1592 ist eine irreguläre Zwerggalaxie vom Hubble-Typ Irr im Sternbild Eridanus am Südsternhimmel. Sie ist schätzungsweise 36 Millionen Lichtjahre von der Milchstraße entfernt und hat einen Durchmesser von etwa 15.000 Lichtjahren.
Im selben Himmelsareal befindet sich u. a. die Galaxie NGC 1591.
Das Objekt wurde am 14. November 1835 von John Herschel entdeckt.